# Mietitura

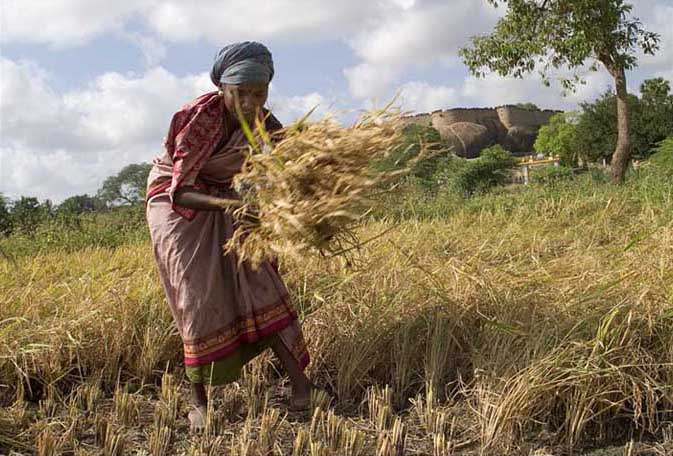
Mietitura manuale

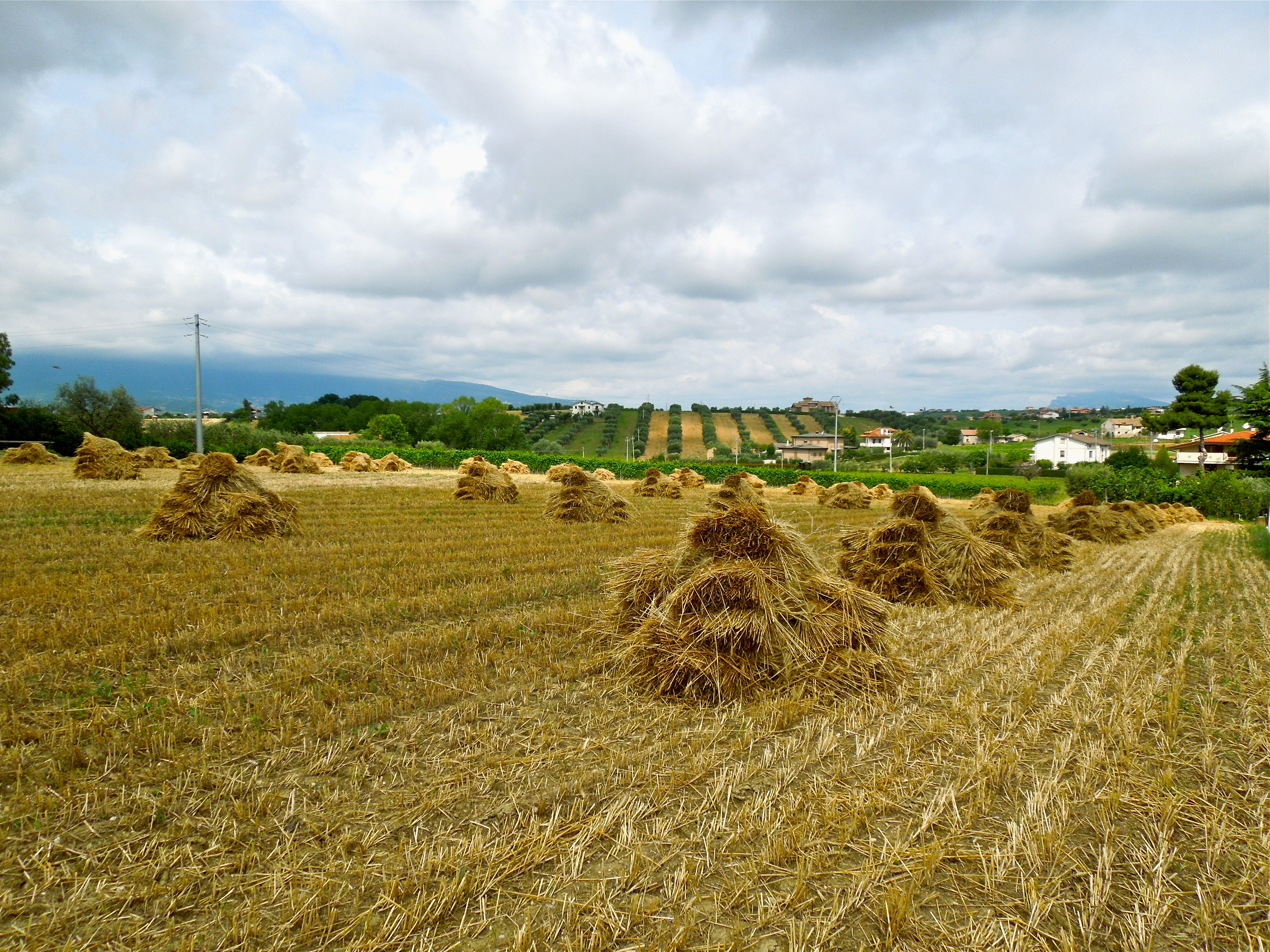
Mietitura di un campo di grano tagliato e raccolto a mano nel territorio del comune di Ancarano in provincia di Teramo

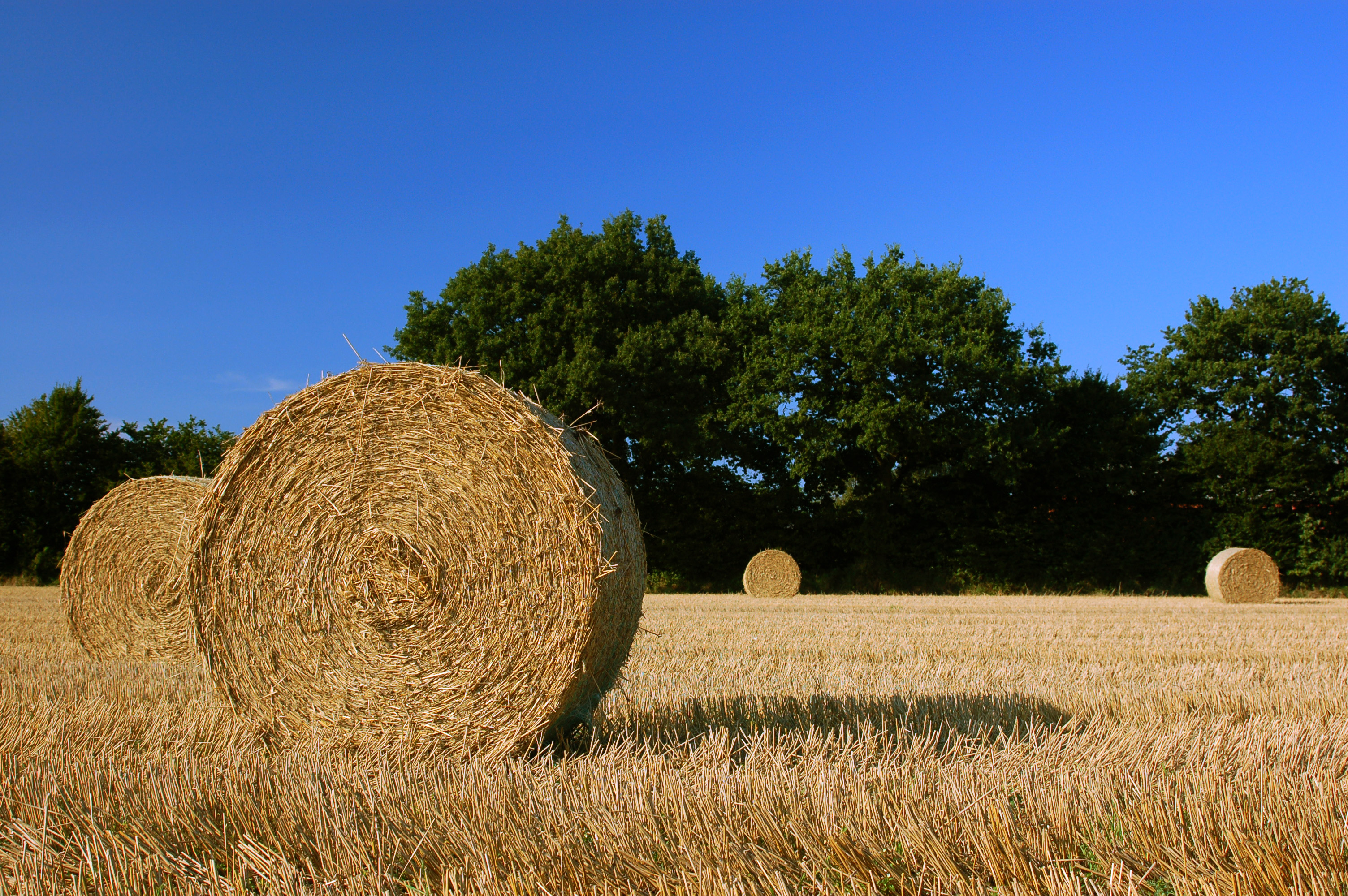
Balle di paglia dopo una mietitura meccanica con una mietitrebbiatrice

Nelle scienze agrarie per mietitura si intende il processo di taglio e raccolta nei campi dei cereali maturi, che precede il processo di trebbiatura. Può essere effettuata a mano o con l'ausilio di attrezzature meccaniche, mentre nella mietitura a mano lo strumento utilizzato è il falcetto.
"Pittore della mietitura" fu chiamato l'artista francese Léon Lhermitte (1844 - 1925) per i suoi numerosi quadri su questo soggetto.